# ایراسما
ایراسما (انگلیسی: Iracema) یک فیلم صامت درام تاریخی به کارگردانی ویتوریو کاپلارو است که در سال ۱۹۱۷ منتشر شد. این فیلم بر پایهٔ رمانی به‌همین نام اثر ژوزه د آلنکار ساخته شده‌است. از بازیگران آن می‌توان به ایراسما د آلنکار و ویتوریو کاپلارو اشاره کرد.